# مقبرة 65
المقبرة رقم 65 و المعروفة علمياً بالرمز KV65 هي مقبرة مصرية قديمة غير منقبة بعد ولاتزال في مرحلة الإكتشاف تقع في وادي الملوك في مصر. أُعلن عن اكتشافها في أغسطس 2008، لا يُعرف الكثير عن تصميمها أو زخرفتها أو مالكها. مدخل القبر يبدو من طراز الأسرة الثامنة عشرة.